# Munkás Újság
Munkás Újság – az Erdélyi Szocialista Párt kolozsvári hetilapjaként Raffai István szerkesztette Romániai Népszava 1929/18. számától kezdve Munkás Újság cím alatt jelent meg. Szerkesztője 1932-től Hoffer Géza. Az 1934/42. számtól mint "A nép érdekeit védő szociáldemokrata hetilap" Előre cím alatt folytatódott. Miután a királyi diktatúra feloszlatta a pártokat, a lap 1938/31. számától "irodalmi, kritikai és munkásmozgalmi folyóirat" alcímmel élt tovább, s 1939-ben bekövetkezett betiltásáig nyolc száma jelent meg.